# Suchy
Suchy is een gemeente en plaats in het Zwitserse kanton Vaud, en maakt deel uit van het district Jura-Nord vaudois.
Suchy telt 356 inwoners.